# Katie Ormerod
Katie Ormerod (25 de agosto de 1997) es una deportista británica que compite en snowboard, especialista en la prueba de slopestyle. Consiguió una medalla de bronce en los X Games de Invierno 2017.

## Medallero internacional
| \| X Games de Invierno \| X Games de Invierno \| X Games de Invierno \| X Games de Invierno \| \| Año \| Lugar \| Medalla \| Prueba \| \| ------------------- \| ---------------------- \| ------------------- \| ------------------- \| \| 2017 \| Aspen (Estados Unidos) \| Medalla de bronce \| Slopestyle \| |                        |                   |            |
| X Games de Invierno |                        |                   |            |
| Año | Lugar                  | Medalla           | Prueba     |
| 2017 | Aspen (Estados Unidos) | Medalla de bronce | Slopestyle |